# Brunskogs landskommun
Brunskogs landskommun var en tidigare kommun i Värmlands län.

## Administrativ historik
Den inrättades i Brunskogs socken i Jösse härad i Värmland när 1862 års kommunalförordningar trädde i kraft den 1 januari 1863.
Vid kommunreformen 1952 bildade den "storkommun" genom sammanläggning med de tidigare landskommunerna Boda och Mangskog.
Landskommunen upplöstes 1971 varvid Brunskogs och Mangskogs församlingar uppgick i Arvika kommun, medan Boda församling överfördes till Kils kommun.

### Kyrklig tillhörighet
I kyrkligt hänseende tillhörde kommunen Brunskogs församling. Den 1 januari 1952 tillkom Boda och Mangskogs församlingar.

## Kommunvapnet
Blasonering: I blått fält tre grankvistar av silver, ordnade två och en.
Vapnet fastställdes 1957.

## Geografi
Brunskogs landskommun omfattade den 1 januari 1952 en areal av 485,82 km², varav 429,21 km² land.

### Tätorter i kommunen 1960
| Tätort  | Folkmängd |
| ------- | --------- |
| Edane   | 502       |
| Högboda | 206       |

Tätortsgraden i kommunen var den 1 november 1960 15,2 procent.

## Politik

### Mandatfördelning i valen 1938-1966
|  | 8 | 5 | 8 | 3 |

| 25 |

|  | 8 | 5 | 8 | 3 |

| 25 |

| 2 | 7 | 6 | 7 | 3 |

| 25 |

| 14 | 9 | 11 | 6 |

| 40 |

|  | 13 | 8 | 10 | 8 |

| 40 |

|  | 11 | 9 | 6 | 8 |

| 34 |

|  | 13 | 9 | 6 | 6 |

| 32 |

|  | 11 | 10 | 6 | 7 |

| 34 |